# Mónica Kräuter
Mónica Kräuter (sinh ngày 18 tháng 9 năm 1967) là một nhà hóa học người Venezuela và là giáo sư của Đại học Simón Bolívar. Kräuter nổi tiếng trong các cuộc biểu tình ở Venezuela năm 2017 theo nghiên cứu về các bình xịt hơi cay và lời khuyên của cô về cách bảo vệ chống lại tác động của nó.

## Nghề nghiệp
Mónica Kräuter tốt nghiệp chuyên ngành hóa học tại Đại học Simón Bolívar năm 1993 và cô lấy bằng thạc sĩ hóa học với chuyên ngành môi trường năm 2000 tại Đại học Simón Bolívar. Cô là giáo sư của trường đại học trong Khoa hệ thống và quy trình kể từ khi tốt nghiệp.
Cô đã thực hiện một nghiên cứu liên quan đến việc hàng ngàn bình xịt hơi cay bị chính quyền Venezuela vứt bỏ vào năm 2014. Cô nói rằng phần lớn các bình sử dụng khí CS thành phần chính, được cung cấp bởi Công ty Cóndor của Brazil, mặc dù đáp ứng các yêu cầu của Công ước Geneva, nhưng 72% lượng hơi cay được sử dụng đã hết hạn. Các bình xịt hơi cay khác được sản xuất tại Venezuela bởi Công ty Cavim không hiển thị nhãn đầy đủ hoặc ngày hết hạn. Cô lưu ý rằng sau khi hết hơi cay, khí CS "phân hủy thành oxit xyanua, phosgenes và nitrogens cực kỳ nguy hiểm". Kräuter đã khuyên không nên sử dụng giấm để vô hiệu hóa tác dụng của hơi cay vì đây là một loại axit, thay vào đó khuyến cáo sử dụng natri bicarbonate hoặc thuốc kháng axit như Maalox.
INăm 2018, cô được Tạp chí Châu Mỹ liệt kê là một trong 10 người sẽ hồi sinh Venezuela (vào một ngày nào đó).

## Liên kết mở rộng
- BOMBAS LACRIMÓGENAS Y CÓMO PROTEGERSE (Tear gas canisters and how to protect against them) by Prof. Mónica Kräuter